# Бризґув
Бризґув (пол. Bryzgów) — село в Польщі, у гміні Борковиці Пшисуського повіту Мазовецького воєводства.
Населення — 77 осіб (2011).
У 1975-1998 роках село належало до Радомського воєводства.

## Демографія
Демографічна структура станом на 31 березня 2011 року:
|          | Загалом | Допрацездатний вік | Працездатний вік | Постпрацездатний вік |
| -------- | ------- | ------------------ | ---------------- | -------------------- |
| Чоловіки | 38      | 9                  | 19               | 10                   |
| Жінки    | 39      | 5                  | 18               | 16                   |
| Разом    | 77      | 14                 | 37               | 26                   |